# Список птахів Палау
Це перелік видів птахів, зафіксованих на території Палау. Авіфауна Палау налічує загалом 107 видів, з яких 12 видів є ендемічними, а 5 були інтродуковані людьми. 9 видів перебувають на межі глобального зникнення.

## Позначки
Наступні теги використані для виділення деяких категорій птахів.
- (А) Випадковий — вид, який рідко або випадково трапляється в Палау
- (Е) Ендемічий — вид, який є ендеміком Палау
- (I) Інтродукований — вид, завезений до Палау як наслідок, прямих чи непрямих людських дій
- (Ex) Локально вимерлий — вид, який більше не трапляється на Палау, хоча його популяції існують в інших місцях

## Гусеподібні(Anseriformes)
Родина: Качкові (Anatidae)
- Чирянка велика, Spatula querquedula
- Свищ євразійський, Mareca penelope
- Крижень австралійський, Anas superciliosa
- Шилохвіст північний, Anas acuta
- Чирянка мала, Anas crecca
- Попелюх звичайний, Aythya ferina (A)
- Чернь чубата, Aythya fuligula

## Куроподібні(Galliformes)
Родина: Великоногові (Megapodiidae)
- Великоніг мікронезійський, Megapodius laperouse

Родина: Фазанові (Phasianidae)
- Курка банківська, Gallus gallus (I)

## Голубоподібні(Columbiformes)
Родина: Голубові (Columbidae)
- Alopecoenas canifrons (E)
- Голуб гривастий, Caloenas nicobarica
- Тілопо палауський, Ptilinopus pelewensis (E)
- Пінон мікронезійський, Ducula oceanica

## Зозулеподібні(Cuculiformes)
Родина: Зозулеві (Cuculidae)
- Зозуля каштановокрила, Clamator coromandus (A)
- Коель новозеландський, Urodynamis taitensis (A)
- Зозуля-велет, Scythrops novaehollandiae (A)
- Кукавка австралійська, Cacomantis variolosus (A)
- Зозуля рудовола, Hierococcyx hyperythrus (A)
- Зозуля індокитайська, Hierococcyx nisicolor (A)
- Зозуля звичайна, Cuculus canorus (A)
- Зозуля сибірська, Cuculus optatus

## Дрімлюгоподібні(Caprimulgiformes)
Родина: Дрімлюгові (Caprimulgidae)
- Дрімлюга маньчжурський, Caprimulgus jotaka
- Дрімлюга палауський, Caprimulgus phalaena (E)

## Серпокрильцеподібні(Apodiformes)
Родина: Серпокрильцеві (Apodidae)
- Колючохвіст білогорлий, Hirundapus caudacutus (A)
- Салангана атолова, Aerodramus pelewensis (E)
- Серпокрилець сибірський, Apus pacificus (A)

## Журавлеподібні(Gruiformes)
Родина: Пастушкові (Rallidae)
- Пастушок смугастий, Gallirallus philippensis
- Курочка водяна, Gallinula chloropus
- Лиска звичайна, Fulica atra (A)
- Султанка зондська, Porphyrio indicus
- Султанка австралійська, Porphyrio melanotus
- Багновик білогрудий, Amaurornis phoenicurus (A)
- Багновик молуцький, Amaurornis moluccana (A)
- Погонич білобровий, Poliolimnas cinereus
- Погонич червононогий, Rallina fasciata (A)
- Погонич сіроногий, Rallina eurizonoides

## Сивкоподібні(Charadriiformes)
Родина: Чоботарові (Recurvirostridae)
- Кулик-довгоніг чорнокрилий, Himantopus himantopus
- Кулик-довгоніг строкатий, Himantopus leucocephalus (A)
- Himantopus mexicanus

Родина: Сивкові (Charadriidae)
- Сивка морська, Pluvialis squatarola
- Сивка бурокрила, Pluvialis fulva
- Пісочник монгольський, Charadrius mongolus
- Пісочник товстодзьобий, Charadrius leschenaultii
- Пісочник морський, Charadrius alexandrinus
- Пісочник великий, Charadrius hiaticula
- Пісочник малий, Charadrius dubius
- Пісочник довгоногий, Charadrius veredus (A)
- Чайка чорногруда, Erythrogonys cinctus (A)

Родина: Баранцеві (Scolopacidae)
- Кульон середній, Numenius phaeopus
- Кульон-крихітка, Numenius minutus (A)
- Кульон східний, Numenius madagascariensis
- Кульон великий, Numenius arquata (A)
- Грицик малий, Limosa lapponica
- Грицик великий, Limosa limosa
- Крем'яшник звичайний, Arenaria interpres
- Побережник великий, Calidris tenuirostris
- Побережник ісландський, Calidris canutus (A)
- Брижач, Calidris pugnax
- Побережник болотяний, Calidris falcinellus (A)
- Побережник гострохвостий, Calidris acuminata
- Побережник червоногрудий, Calidris ferruginea
- Побережник білохвостий, Calidris temminckii (A)
- Побережник довгопалий, Calidris subminuta
- Побережник рудоголовий, Calidris ruficollis
- Побережник білий, Calidris alba
- Побережник чорногрудий, Calidris alpina
- Побережник малий, Calidris minuta (A)
- Побережник арктичний, Calidris melanotos
- Неголь азійський, Limnodromus semipalmatus (A)
- Баранець звичайний, Gallinago gallinago (A)
- Баранець лісовий, Gallinago megala
- Мородунка, Xenus cinereus
- Плавунець круглодзьобий, Phalaropus lobatus (A)
- Набережник, Actitis hypoleucos
- Коловодник лісовий, Tringa ochropus (A)
- Коловодник попелястий, Tringa brevipes
- Коловодник аляскинський, Tringa incana
- Коловодник великий, Tringa nebularia
- Коловодник ставковий, Tringa stagnatilis
- Коловодник болотяний, Tringa glareola
- Коловодник звичайний, Tringa totanus

Родина: Дерихвостові (Glareolidae)
- Дерихвіст забайкальський, Glareola maldivarum

Родина: Поморникові (Stercorariidae)
- Поморник середній, Stercorarius pomarinus (A)
- Поморник довгохвостий, Stercorarius longicaudus

Родина: Мартинові (Laridae)
- Мартин звичайний, Chroicocephalus ridibundus
- Крячок бурий, Anous stolidus
- Крячок атоловий, Anous minutus
- Крячок білий, Gygis alba
- Крячок строкатий, Onychoprion fuscatus
- Крячок полінезійський, Onychoprion lunatus
- Крячок бурокрилий, Onychoprion anaethetus
- Крячок малий, Sternula albifrons
- Крячок чорнодзьобий, Gelochelidon nilotica (A)
- Крячок білокрилий, Chlidonias leucopterus
- Крячок білощокий, Chlidonias hybrida
- Крячок індонезійський, Sterna sumatrana
- Крячок річковий, Sterna hirundo
- Крячок жовтодзьобий, Thalasseus bergii

## Фаетоноподібні(Phaethontiformes)
Родина: Фаетонові (Phaethontidae)
- Фаетон білохвостий, Phaethon lepturus
- Фаетон червонохвостий, Phaethon rubricauda

## Буревісникоподібні(Procellariiformes)
Родина: Качуркові (Hydrobatidae)
- Качурка Матсудайра, Oceanodroma matsudairae

Родина: Буревісникові (Procellariidae)
- Тайфунник Соландра, Pterodroma solandri
- Бульверія тонкодзьоба, Bulweria bulwerii
- Буревісник тихоокеанський, Calonectris leucomelas
- Буревісник клинохвостий, Ardenna pacificus
- Буревісник реюньйонський, Puffinus bailloni

## Сулоподібні(Suliformes)
Родина: Фрегатові (Fregatidae)
- Фрегат-арієль, Fregata ariel
- Фрегат тихоокеанський, Fregata minor

Родина: Сулові (Sulidae)
- Сула жовтодзьоба, Sula dactylatra
- Сула білочерева, Sula leucogaster
- Сула червононога, Sula sula

Родина: Бакланові (Phalacrocoracidae)
- Баклан строкатий, Microcarbo melanoleucos
- Баклан індонезійський, Phalacrocorax sulcirostris (A)

## Пеліканоподібні(Pelecaniformes)
Родина: Пеліканові (Pelecanidae)
- Пелікан австралійський, Pelecanus conspicillatus (A)

Родина: Чаплеві (Ardeidae)
- Бугайчик китайський, Ixobrychus sinensis
- Бугайчик амурський, Ixobrychus eurhythmus (A)
- Чапля сіра, Ardea cinerea (A)
- Чепура велика, Ardea alba
- Чепура середня, Ardea intermedia
- Чепура мала, Egretta garzetta
- Чепура тихоокеанська, Egretta sacra
- Чапля єгипетська, Bubulcus ibis
- Чапля китайська, Ardeola bacchus (A)
- Чапля мангрова, Butorides striata
- Квак звичайний, Nycticorax nycticorax
- Квак каледонський, Nycticorax caledonicus
- Квак японський, Gorsachius goisagi (A)
- Квак малайський, Gorsachius melanolophus (A)

Родина: Ібісові (Threskiornithidae)
- Коровайка бура, Plegadis falcinellus (A)
- Косар малий, Platalea minor (A)

## Яструбоподібні(Accipitriformes)
Родина: Скопові (Pandionidae)
- Скопа, Pandion haliaetus

Родина: Яструбові (Accipitridae)
- Канюк яструбиний, Butastur indicus (A)
- Яструб китайський, Accipiter soloensis
- Шуліка чорний, Milvus migrans
- Шуліка королівський, Haliastur indus (A)

## Совоподібні(Strigiformes)
Родина: Совові (Strigidae)
- Сплюшка мікронезійська, Otus podarginus (E)

## Сиворакшоподібні(Coraciiformes)
Родина: Рибалочкові (Alcedinidae)
- Рибалочка блакитний, Alcedo atthis (A)
- Альціон вогнистий, Halcyon coromanda (A)
- Альціон рудоголовий, Todirhamphus pelewensis (E)
- Альціон священний, Todiramphus sanctus (A)
- Альціон білошиїй, Todiamphus chloris

Родина: Бджолоїдкові (Meropidae)
- Бджолоїдка райдужна, Merops ornatus (A)

Родина: Сиворакшові (Coraciidae)
- Широкорот східний, Eurystomus orientalis

## Соколоподібні(Falconiformes)
Родина: Соколові (Falconidae)
- Сапсан, Falco peregrinus

## Папугоподібні(Psittaciformes)
Родина: Какадові (Cacatuidae)
- Какаду жовточубий, Cacatua galerita (I)

Родина: Psittaculidae
- Папуга зелено-червоний, Eclectus roratus (I)

## Горобцеподібні(Passeriformes)
Родина: Медолюбові (Meliphagidae)
- Медовичка мікронезійська, Myzomela rubratra

Родина: Личинкоїдові (Campephagidae)
- Шикачик палауський, Edolisoma monacha (E)

Родина: Свистунові (Pachycephalidae)
- Ядлівчак палауський, Pachycephala tenebrosa (E)

Родина: Ланграйнові (Artamidae)
- Ланграйн білогрудий, Artamus leucorynchus

Родина: Віялохвісткові (Rhipiduridae)
- Віялохвістка палауська, Rhipidura lepida (E)

Родина: Монархові (Monarchidae)
- Міагра палауська, Myiagra erythrops (E)

Родина: Сорокопудові (Laniidae)
- Сорокопуд сибірський, Lanius cristatus (A)

Родина: Очеретянкові (Acrocephalidae)
- Очеретянка східна, Acrocephalus orientalis (A)

Родина: Кобилочкові (Locustellidae)
- Кобилочка плямиста, Locustella lanceolata (A)

Родина: Ластівкові (Hirundinidae)
- Ластівка берегова, Riparia riparia (A)
- Ластівка сільська, Hirundo rustica
- Ластівка даурська, Cecropis daurica (A)

Родина: Cettiidae
- Очеретянка палауська, Horornis annae (E)

Родина: Окулярникові (Zosteropidae)
- Рукія палауська, Megazosterops palauensis (E)
- Окулярник каролінський, Zosterops semperi
- Окулярник бурий, Zosterops finschii (E)

Родина: Шпакові (Sturnidae)
- Шпак-малюк мікронезійський, Aplonis opaca
- Шпак японський, Agropsar philippensis (A)

Родина: Дроздові (Turdidae)
- Квічаль тайговий, Zoothera aurea (A)
- Дрізд вузькобровий, Turdus obscurus (A)

Родина: Мухоловкові (Muscicapidae)
- Мухоловка далекосхідна, Muscicapa griseisticta
- Мухоловка синя, Cyanoptila cyanomelana (A)
- Соловейко червоногорлий, Calliope calliope (A)
- Мухоловка жовтоспинна, Ficedula narcissina (A)
- Скеляр синій, Monticola solitarius (A)
- Кам'янка попеляста, Oenanthe isabellina (A)

Родина: Астрильдові (Estrildidae)
- Папужник синьощокий, Erythrura trichroa
- Мунія іржаста, Lonchura punctulata (Ex)
- Мунія чорноголова, Lonchura atricapilla (I)

Родина: Горобцеві (Passeridae)
- Горобець польовий, Passer montanus (I)

Родина: Плискові (Motacillidae)
- Плиска гірська, Motacilla cinerea (A)
- Плиска аляскинська, Motacilla tschutschensis
- Плиска біла, Motacilla alba (A)
- Щеврик забайкальський, Anthus godlewskii (A)
- Щеврик оливковий, Anthus hodgsoni (A)
- Щеврик червоногрудий, Anthus cervinus (A)

Родина: Вівсянкові (Emberizidae)
- Вівсянка чорноголова, Emberiza melanocephala (A)
- Вівсянка-крихітка, Emberiza pusilla (A)